# Megochterus
Megochterus is een geslacht van wantsen uit de familie van de Ochteridae. Het geslacht werd voor het eerst wetenschappelijk beschreven door Jaczewski in 1934.

## Soorten
Het genus bevat de volgende soorten:

- Megochterus nasutus (Montandon, 1898)
- Megochterus occidentalis (Baehr, 1990)